# Parlamentswahl in Åland 2015
- SOC: 5
- C: 7
- LIB: 7
- M: 5
- ObS: 3
- ÅF: 2
- ÅD: 1

Die Parlamentswahl in Åland 2015 fand am 18. Oktober 2015 statt.

## Wahlsystem
Die Wahl der 30 Mitglieder des Lagting erfolgte durch Verhältniswahlrecht, wobei die Sitze nach den D’Hondt-Verfahren ermittelt wurden.

## Parteivorsitzende der antretenden Parteien
| Partei:                  |                         |                                 |
| Liberale auf Åland (LIB) | Åländisches Zentrum (C) | Moderate Sammlung für Åland (M) |
| Parteiführer/in:         |                         |                                 |
|                          |                         |                                 |
| Viveka Eriksson          | Harry Jansson           | Johan Ehn                       |
| Politische Ausrichtung:  |                         |                                 |
| liberal                  | sozialliberal           | liberal, konservativ            |

| Partei:                       |                            |                     |                                         |
| Ålands Sozialdemokraten (SOC) | Ungebundene Sammlung (ObS) | Ålands Zukunft (ÅF) | Åländische Demokratie (ÅD)              |
| Parteiführer/in:              |                            |                     |                                         |
|                               |                            |                     |                                         |
| Camilla Gunell                | Gun-Mari Lindholm          | Axel Jonsson        | Stephan Toivonen                        |
| Politische Ausrichtung:       |                            |                     |                                         |
| sozialdemokratisch            | konservativ, souverän      | sezessionistisch    | nationalkonservativ, rechtspopulistisch |

## Wahlergebnis
| Partei                                          | Partei                                          | Stimmen | Stimmen | Stimmen | Sitze  | Sitze |
| Partei                                          | Partei                                          | Anzahl  | %       | +/−     | Anzahl | +/−   |
| ----------------------------------------------- | ----------------------------------------------- | ------- | ------- | ------- | ------ | ----- |
|                                                 | Liberale auf Åland (LIB)                        | 3.216   | 23,3 %  | ▲3,0    | 07     | ▲1    |
|                                                 | Åländisches Zentrum (C)                         | 2.984   | 21,6 %  | ▼2,0    | 07     | ▬     |
|                                                 | Moderate Sammlung für Åland (M)                 | 2.470   | 17,9 %  | ▲4,0    | 05     | ▲1    |
|                                                 | Ålands Sozialdemokraten (SOC)                   | 2.188   | 15,8 %  | ▼2,7    | 05     | ▼1    |
|                                                 | Ungebundene Sammlung (ObS)                      | 1.328   | 9,6 %   | ▼3,0    | 03     | ▼1    |
|                                                 | Ålands Zukunft (ÅF)                             | 1.016   | 7,4 %   | ▼2,5    | 02     | ▼1    |
|                                                 | Åländische Demokratie (ÅD)                      | 502     | 3,6 %   | Neu     | 01     | Neu   |
|                                                 | Nachhaltige Initiative (HI)                     | 111     | 0,8 %   | Neu     | 0      | Neu   |
| Gesamt                                          | Gesamt                                          | 13.815  | 100,0 % |         | 30     |       |
| Gültige Stimmen                                 | Gültige Stimmen                                 | 13.815  | 96,4 %  |         |        |       |
| Ungültige Stimmen                               | Ungültige Stimmen                               | 523     | 3,6 %   |         |        |       |
| Abgegebene Stimmen                              | Abgegebene Stimmen                              | 14.338  | 100,0 % |         |        |       |
| Anzahl der Wahlberechtigten und Wahlbeteiligung | Anzahl der Wahlberechtigten und Wahlbeteiligung |         | 70,3 %  |         |        |       |
| Quelle: www.asub.ax (PDF, Seite 5)              |                                                 |         |         |         |        |       |